# Suzuri.bako

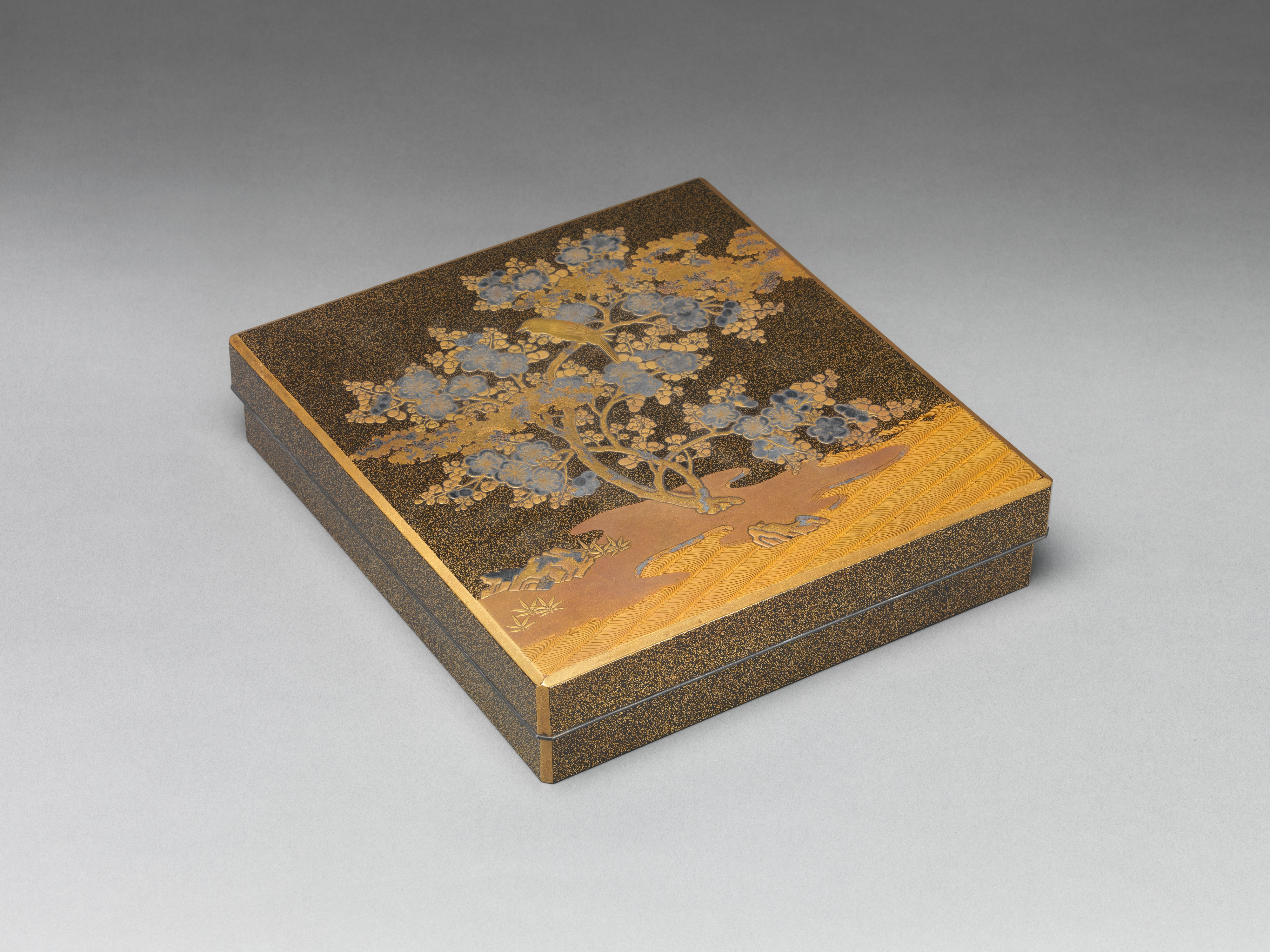
Suzuri-bako fusta lacada amb or i plata de 6 x 23,8 x 26 cm, al Museu Metropolità d'Art de Nova York.

Suziri-bako («Capsa d'escriure») és un tipus de capsa d'escriptura japonesa. Les capses estan fetes tradicionalment de fusta lacada i s'utilitzen per desa] eines d'escriptura.
Històricament, les capses] es van associar amb la cal·ligrafia, i es van fer fent servir materials d'alta qualitat dissenyats per salvaguardar les pedres de tinta de porcellana (Suzuri) de qualsevol dany.

## Història
Les primeres Suzuri-bako es van desenvolupar al segle IX al Japó. En aquest moment, la cal·ligrafia era una part integral de la societat japonesa. Perquè un escriptor realitzara un guió de cal·ligrafia d'alta qualitat, es necessitava un conjunt d'eines precises. La més important d'aquestes eines va ser la pedra de tinta, que es va requerir per sostenir i transferir tinta al pinzell de l'escriptor. Tinta, pals, degotadors d'aigua i un ganivet petit també van formar part del set de cal·lígraf. Suzuri-bako es va dissenyar per garantir que les diverses eines que necessitava un cal·lígraf estiguessin degudament organitzades i protegides. A causa de la naturalesa insoluble de la laca a base de resina, el contingut de la capsa d'escriptura estava relativament llevada de la humitat. Dintre de les capses, quadrades o rectangulars, descansaven diverses safates i suports diferents, el disseny de les quals diferia d'un període a un altre. Les primeres capses eren prou grans per acomodar tant els estris com els papers de l'escriptor, mentre que les capses posteriors només albergaven les eines. Un segon tipus de capsa, el ryōshibako, es va usar en períodes posteriors per tenir documents complets.
Les capses Suzuri-bako van continuar desenvolupant-se més i més a mesura que Japó progressava en múltiples períodes. Mentre que les capses de la primera època sovint estan decorades amb laca vermella sòlida, les més modernes estan decorades de moltes maneres. Des del període Muromachi en endavant, moltes capses d'escriptura han estat decorades amb imatges de les grans obres literàries del Japó. El Temple Kōdaijii a Kioto es va associar amb un estil de decoració Suzuri-bako que presentava patrons asimètrics i pasturatges tardorencs. En termes de laca, el negre, el marró i el daurat són els colors més comuns que es veuen a les Suzuri-bako més modernes. Durant el període Edo, moltes dots incloïen una Suzuri-bako. Els [avenços en la tecnologia i els processos de fabricació durant la Era Meiji van donar com a resultat un desenvolupament d'una sèrie de noves formes i mides de capses]. La producció es va reduir després de la substitució a gran escala de la cal·ligrafia, tot i que les capses encara es produeixen en petita quantitat.

## Galeria

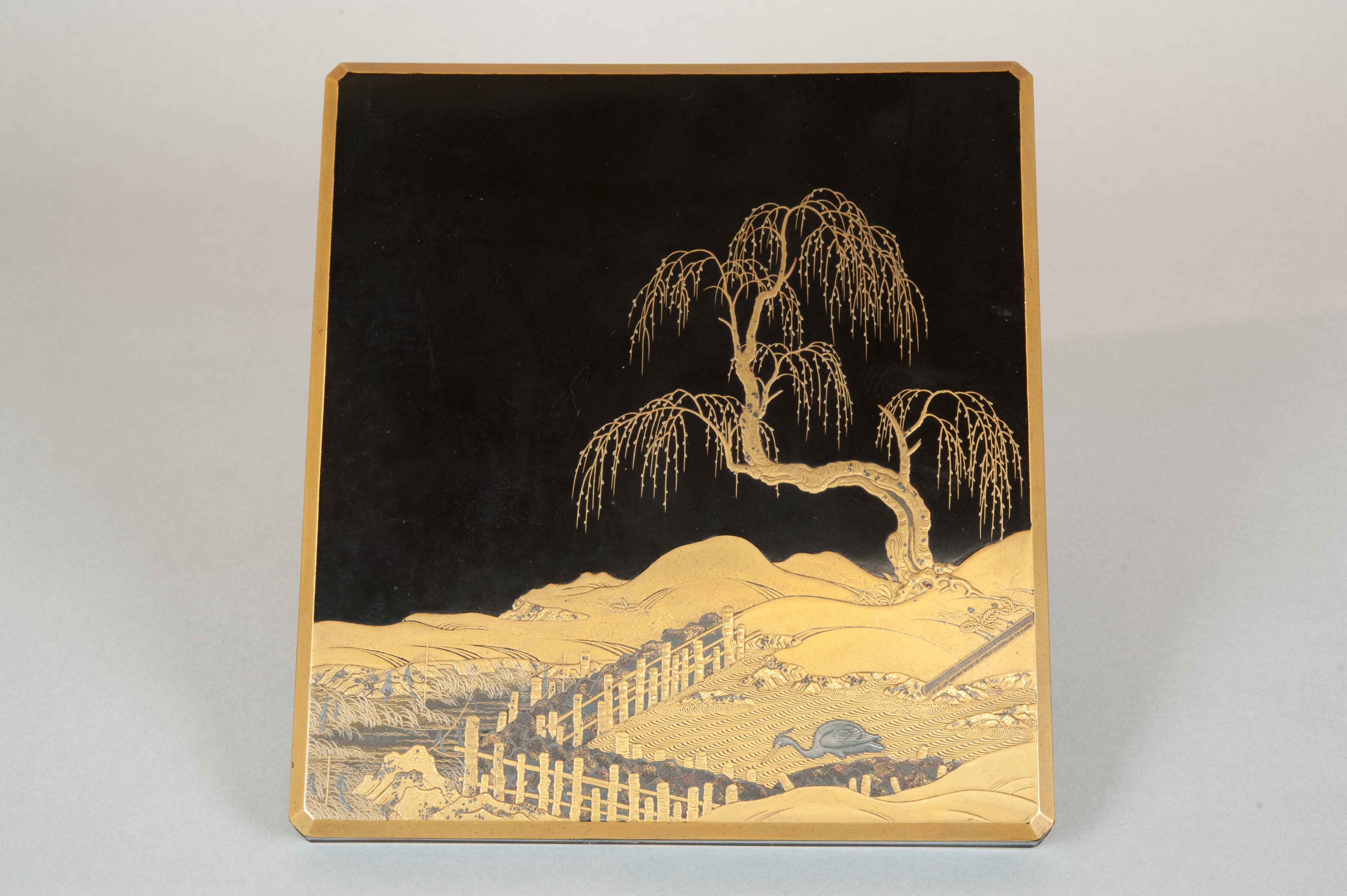
Suzuri-bako del segle xix.
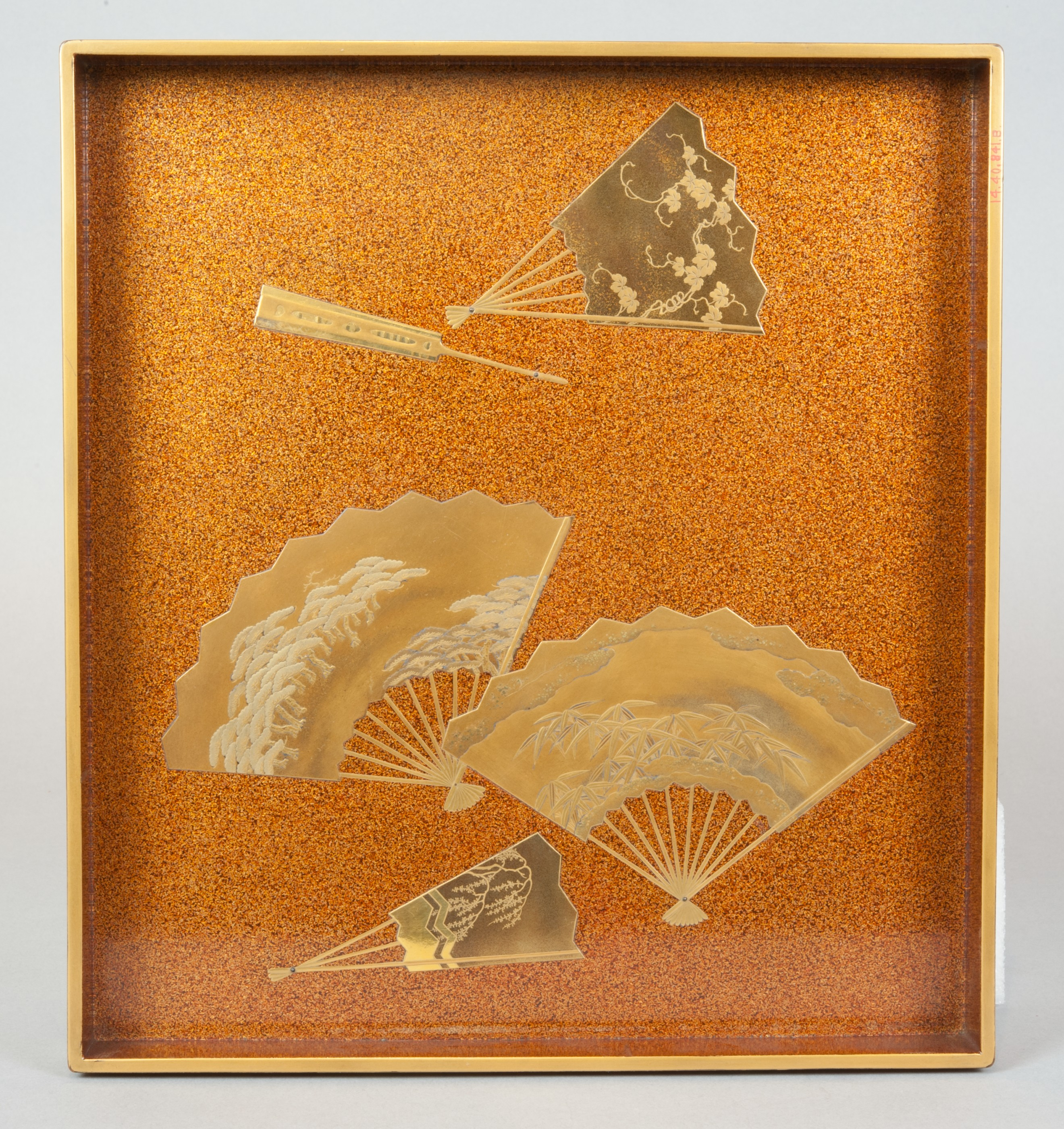
Suzuri-bako del segle xvii representant vanos, en fusta lacada d'or i plata.
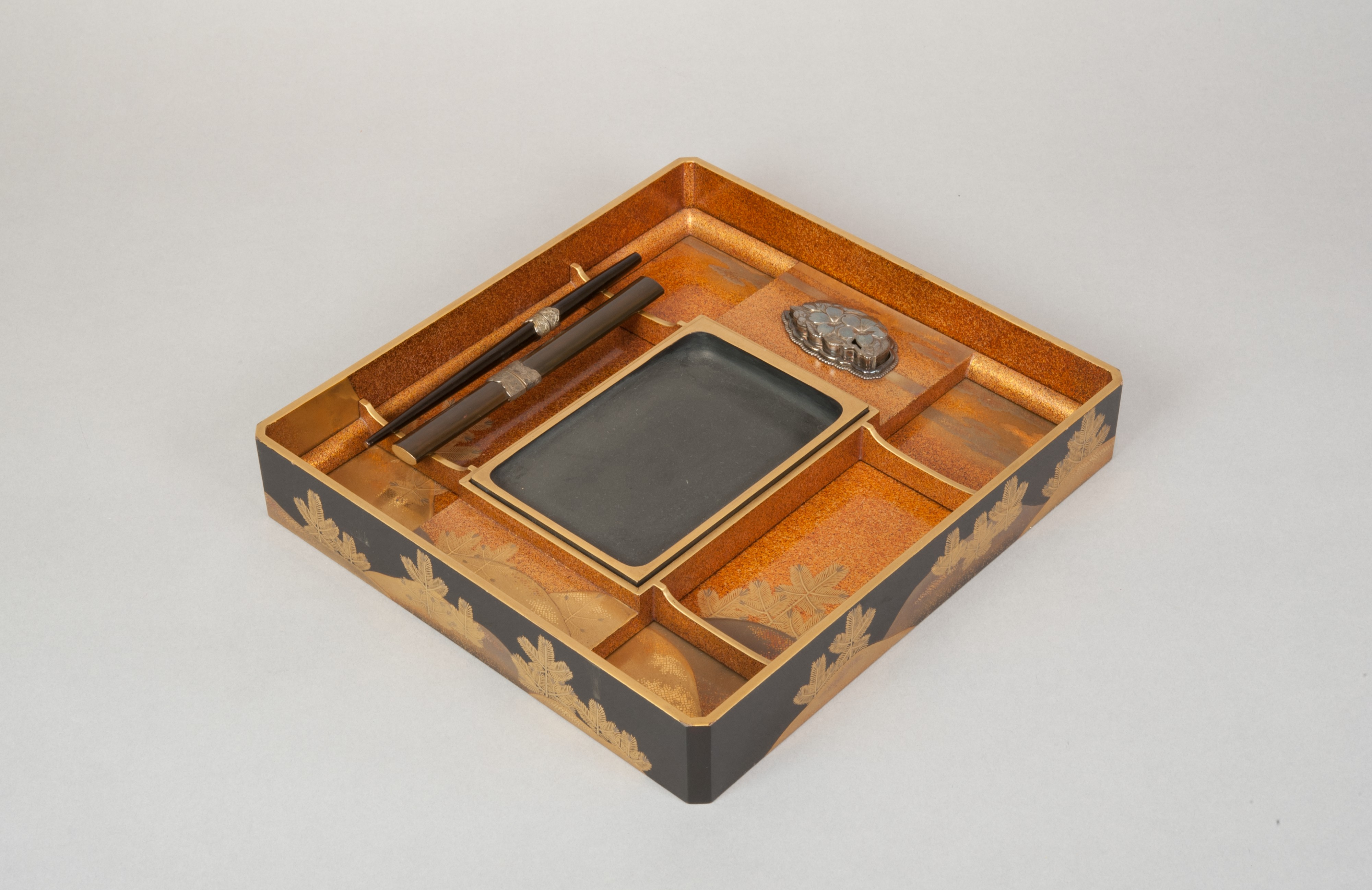
Compartiments interiors de una Suzuri-bako del segle xix.
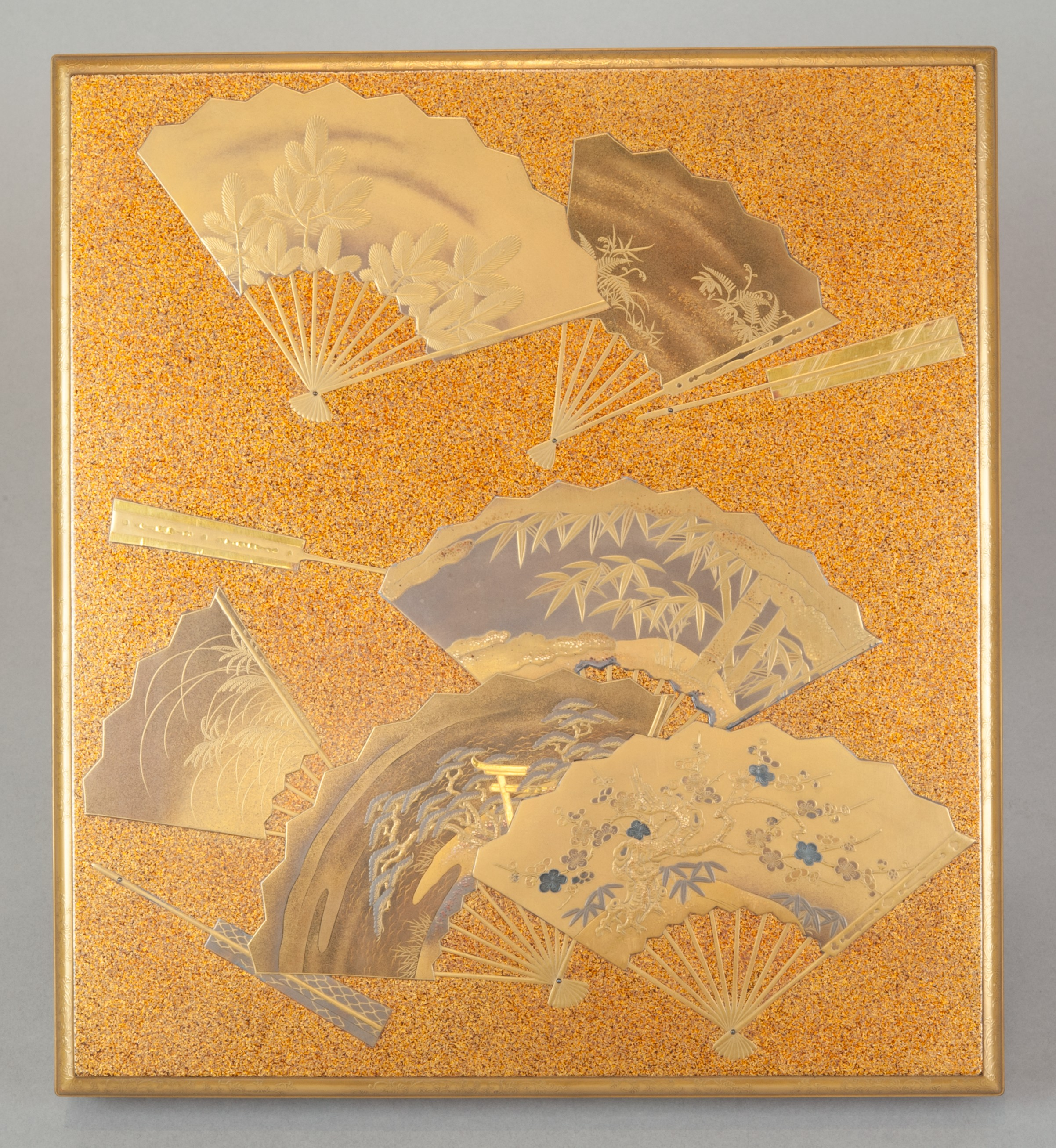
Suzuri-bako del departament d'Art d'Asia al Museu Metropolità d'Art.